# エヴァンスルーク
エヴァンス ルーク（Luke Evans、1991年〈平成3年〉3月16日 - ）は、アメリカ合衆国のプロバスケットボール選手。カリフォルニア州オーシャンサイド出身。ポジションはパワーフォワード/センター。B.LEAGUE・アルティーリ千葉所属。
大学卒業後にプロ選手となり、2014年に来日しNBDLのレノヴァ鹿児島（後の鹿児島レブナイズ）と契約。2014-15シーズン、2015-16シーズンの得点王を獲得した。2021年1月に日本国籍を取得。

## 来歴
1991年、カリフォルニア州・オーシャンサイドに生まれる。エルカミノ高校からNCAA2部・パシフィック・ウエスト・カンファレンスのカリフォルニアバプティスト大学に進学し、2012年には26試合に出場して1試合平均14.1得点、7.5リバウンド、1.7アシストを記録、カンファレンスの最優秀新人賞とファーストチームに選出される。2013年シーズンには26試合に出場し1試合平均12.6得点を挙げ、カンファレンスのセカンドチームに選ばれた。
2013年のNBAドラフトにて指名を受けなかったエヴァンスは2013年9月にコロンビアのシマロネス・デル・チョコと契約し、プロ選手となる。
2014年、エヴァンスは日本のNBDL・レノヴァ鹿児島と契約する。NBDL 2014-15シーズンの鹿児島は5勝27敗で9チーム中8位に終わるが、エヴァンスは1試合平均23.7得点を挙げ、得点王のタイトルを獲得した。
2015-16シーズンも鹿児島と契約したエヴァンスは1試合平均24.3得点の記録を残し、再び得点王となった。
B.LEAGUEが発足した2016-17シーズン、エヴァンスはB2リーグに振り分けられた鹿児島から、同じくB2リーグの東京エクセレンスに移籍。56試合に出場し1試合平均出場時間22.8分、12.3得点を挙げた。
2017-18シーズンはB2の金沢武士団と契約、2017年内の28試合に出場したが1試合平均の出場時間は17.0分に落ち、得点も6.1に落ちる2017年内の28試合に出場したが1試合平均の出場時間は17.0分に落ち、得点も6.1に落ちる。年が明けた2018年1月13日、同じくB2のアースフレンズ東京Zに期限付き移籍し、29試合に出場して平均10.8得点の記録を残した。
2018-19シーズンはB3リーグ所属の大塚商会越谷アルファーズと契約、55試合に出場して平均11.6得点。
2019-20シーズンはB3リーグ所属の豊田合成スコーピオンズに移籍、38試合に出場して平均15.7得点を挙げた38試合に出場して平均15.7得点を挙げた。
2020-21シーズン開始直前の2020年9月7日、B1の島根スサノオマジックと契約。島根は契約した他の外国籍選手の入国が新型コロナウイルス感染症の世界的流行の影響でシーズン開幕に間に合わず、代役として帰化申請中のため日本に留まっていたエヴァンスとの短期契約を結んだ。10月16日に契約を解除するまでの間、エヴァンスは4試合に出場し、1試合平均10.5得点、リバウンド8.0の記録を残した。2020年11月、B3リーグのベルテックス静岡と契約を結ぶ
2021年1月25日付けの官報で帰化認定が告示され、同年2月5日に帰化選手登録に切り替わった。B3リーグでは同時に出場できる外国籍選手が2人に限られていたが、帰化によってこの制限から外れるため、出場機会の増加につながる。帰化後初めてのホームゲームとなった2月13日の東京八王子ビートレインズ戦では18得点、6リバウンドを挙げた。
2021年6月24日、ファイティングイーグルス名古屋へ移籍。
2024年6月24日、島根スサノオマジックへ移籍。背番号は3番から33番へと変更した。
2025年、アルティーリ千葉へ移籍。

### 3x3
3x3においては2016年に新規チームのTACHIKAWA DICEに入団。2018年シーズン、3x3日本選手権大会優勝でMVPを受賞。3x3.EXE PREMIER初優勝に貢献。2021年シーズンもTACHIKAWAでプレーした。

### 日本代表歴
2021年11月、バスケットボール男子日本代表に選出され、FIBAワールドカップ予選中国戦で公式戦初出場。2022年7月、FIBAアジアカップ出場。